# Batalla de Wisternitz
La Batalla de Wisternitz o Dolní Věstonice se libró el 5 de agosto de 1619 entre una fuerza de Moravia bajo el mando de Friedrich von Tiefenbach, Teuffenbach, y un ejército austriaco bajo el mando de Heinrich von Dampierre donde se consiguió una victoria de Moravia. La batalla es parte de la Guerra de los Treinta Años.
České Budějovice fue una de las tres ciudades que permanecieron leales al emperador austriaco cuando Bohemia se rebeló. Después de la victoria austriaca en Sablat, los bohemios se vieron obligados a levantar el sitio de České Budějovice. El 15 de junio de 1619 se retiró a Soběslav, donde esperaba el refuerzo por parte del conde Heinrich Matthias von Thurn.
Después de tomar el control de los lugares fuertes del sur de Bohemia, el emperador  Fernando II envió una fuerza bajo el mando de Dampierre a Moravia, que había elegido el bando de los rebeldes bohemios. Sin embargo Dampierre fue derrotado en Dolní Věstonice, en alemán Wisternitz, por las fuerzas de Moravia bajo el mando de von Tiefenbach, hermano de Rudolf von Tiefenbach, y Ladislav Velen ze Žerotína en agosto de 1619, que dejó Moravia en el campamento de Bohemia.